# Шуймучаш
 Шуймучаш  — деревня в Советском районе Республики Марий Эл. Входит в состав Верх-Ушнурского сельского поселения.

## География
Находится в центральной части республики Марий Эл на расстоянии приблизительно 18 км по прямой на северо-восток от районного центра посёлка Советский.

## История
В 1952 году в деревне было 46 хозяйств с населением 189 человек. В дальнейшем число хозяйств и населения стало снижаться. В 2004 года оставалось 27 хозяйств. В советское время работали колхозы «Йошкар пеледыш», «Родина» и «Красный Октябрь»..

## Население
Население составляло 43 человека (мари 100 %) в 2002 году, 39 в 2010.